# Busso VII. von Alvensleben

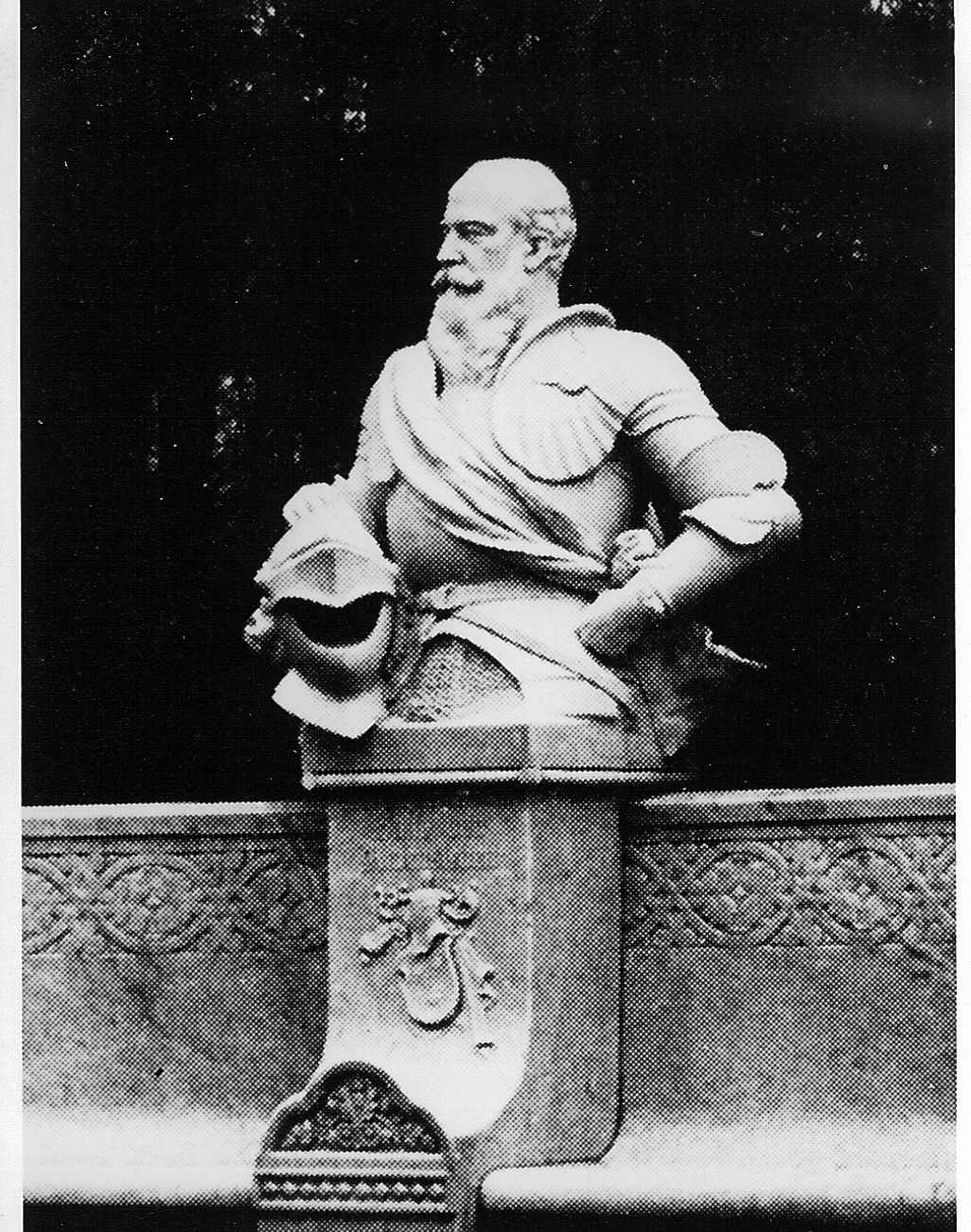
Busso VII. von Alvensleben, Denkmal in der Siegesallee in Berlin-Tiergarten

Busso VII. von Alvensleben (erwähnt 1441–1495) war Burgherr auf Kalbe (Milde) und Hundisburg, kurbrandenburger Obermarschall, Landeshauptmann der Altmark und Feldhauptmann im Glogau-Crossenschen Krieg. 1470 war er Statthalter der Mark Brandenburg.
Er entstammte der niederdeutschen Adelsfamilie von Alvensleben und war der zweite Sohn von Ludolf II. von Alvensleben auf Calbe. Zusammen mit seinem älteren Bruder Ludolf IV. (erwähnt 1441–1476) und dessen Frau Anna von Bülow wurde er 1443 von Kurfürst Friedrich II. von Brandenburg in den Schwanenorden aufgenommen. Im Jahre 1464 erlangte er die Ritterwürde und wurde Brandenburgischer Obermarschall. Im Mai 1470 wurde er nach Abdankung Friedrich II. im Frührjahr 1470 zu einem der Statthalter der Mark Brandenburg für den Markgrafen und ab Oktober 1470 neuen Kurfürsten Albrecht Achilles, der sich in Geschäften auf der Plassenburg im fränkischen Kulmbach aufhielt, ernannt, solange dieser nicht im Land war. 1471 war er Hauptmann der Altmark. Im Glogau-Crossen’schen Krieg zeichnete er sich als Feldhauptmann aus. Als Belohnung erhielt er 1479 von Kurfürst Albrecht Achilles die Gesamtbelehnung der Familie mit den Kurbrandenburgischen Lehen. Aus diesem Anlass fand am 15. Mai 1479 der erste Familientag der Alvensleben auf der Burg Calbe statt, auf dem die Erbfolgen und die Versorgung der Witwen und Töchter im Einzelnen geregelt wurden.
Er war verheiratet mit Metta von Alten und hatte mit ihr zwei Söhne und zwei Töchter.
Im November 1900 wurde ihm in der Denkmalgruppe 18 der Siegesallee in Berlin-Tiergarten eine Büste neben Kurfürst Johann Cicero (1486–1499) und Eitelwolf von Stein errichtet. Es wurde vom Bildhauer Albert August Manthe nach den Gesichtszügen und Figuren von drei damals lebenden Alvensleben geschaffen.